# Ayoreo

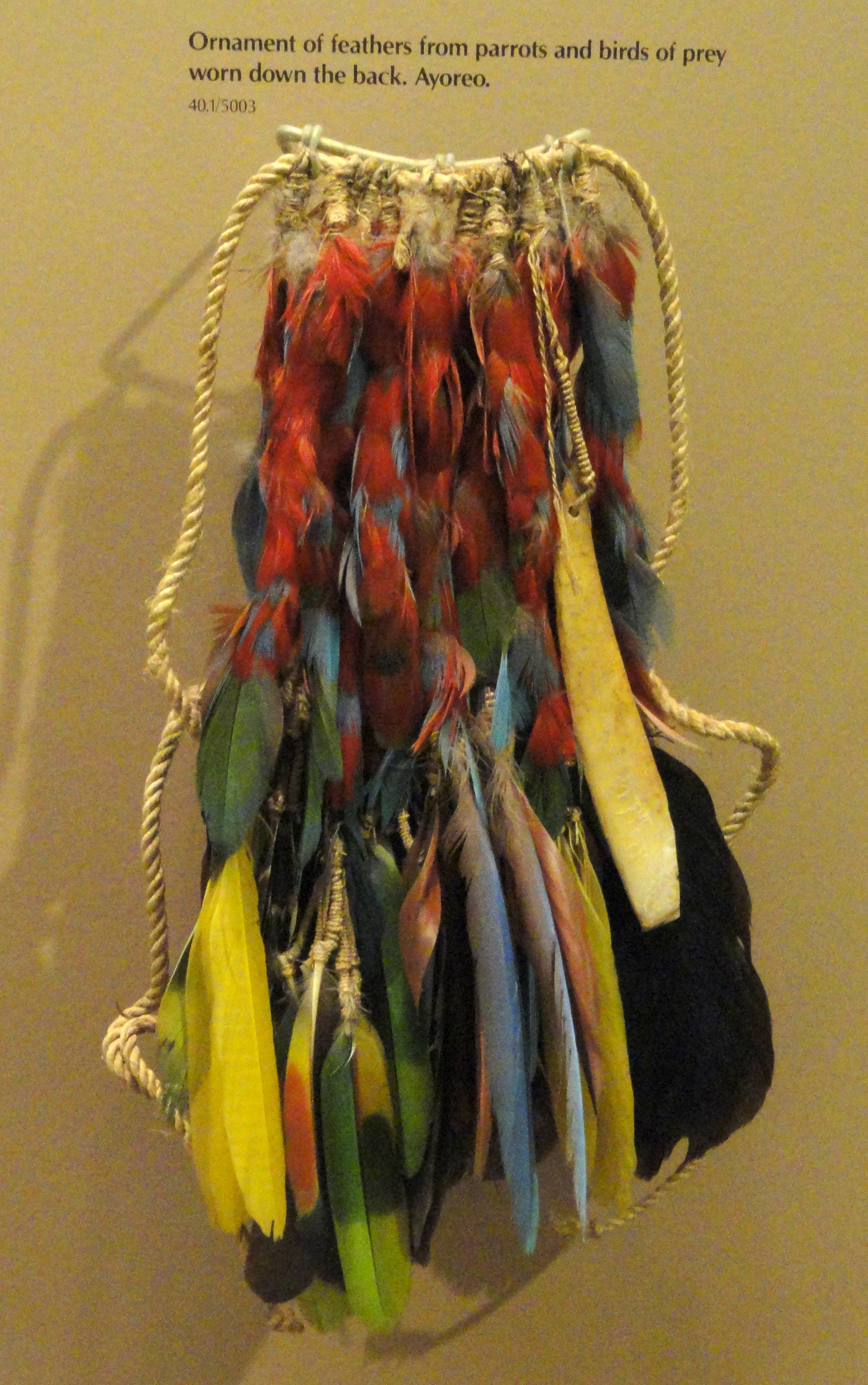
Parure ayoreo (Muséum américain d'histoire naturelle)

Les Ayoreo (qui incluent les Totobiegosode) sont un peuple de chasseurs-cueilleurs amérindiens qui vivent de manière nomade dans les régions centrales de l’Amérique du Sud ; dans des milieux plus secs et plus ouverts que la forêt amazonienne. Quelques tribus vivent encore réfugiées dans la forêt du Paraguay, avec très peu de contacts avec les autorités. 
Leur survie est actuellement menacée par la déforestation liée à l'agro-industrie.

## Histoire
Ils ont d’abord été contactés, au cours des années 1940-1950, par les colons mennonites venus défricher et cultiver leur terre, puis par des missionnaires qui ont cherché à les convertir au christianisme. Les deux dernières vagues missionnaires, par les New Tribes Mission, datent des années 1970 et 1980.
L'ethnologue français Pierre Clastres développa sa vision des sociétés sans état en visitant les Ayaréo lors de sa mission de 1963. Certains diraient que ces sociétés sont sans État car elles n’ont pas réalisé leur finalité naturelle qui est de se doter d’un État ; et qu'elles les seraient donc des sociétés primitives, archaïques, restées en marge de l’Histoire. Cependant, l'analyse de l'anthropologue est claire: ce sont des sociétés qui refusent de se doter d’un État. L’idée que la finalité naturelle de toute société serait la mise en place d’un État est à ses yeux de l’ethnocentrisme.

## Peuple menacé?
La Constitution du Paraguay garantit théoriquement la propriété de ces forêts aux tribus autochtones, mais les fermiers les en ont spoliés, condamnant la dernière génération d'Ayoreo à se réfugier en forêt ou à vivre dans la misère.
Survival International, dans les années 1970 et 1980, a alerté le monde sur les menaces pesant sur ce peuple.
Des Ayoreo vivant parmi les blancs ont fait une demande officielle et légale de reconnaissance d'une grande partie de leur territoire, pour le compte de leurs parents qui sont encore nomades dans des forêts qui, selon le droit international et national, devrait être leur propriété.
Plusieurs organisations indigènes d'amérique latine ont exigé le 22 février 2022 une action urgente à l'égard des Ayoreo. La spoliation de leurs terres historiques menace directement les Ayoreo d'une exposition à de nouvelles maladie, et d'une perte d'identité en tant que peuple, laissant craindre un génocide.

## Langues
L’ayoreo est aussi une langue, qui est ou était parlée dans une vaste région (Chaco, départements de l’Alto Paraguay et de Santa-Cruz en Bolivie. Des estimations indiquent que 3 000 locuteurs au Paraguay et 771 personnes en Bolivie le parlaient encore au début des années 2000).
Cette langue est l'une des deux langues zamucoanes parlées à la fois au Paraguay et en Bolivie. Le zamucoan est aussi nommé Morotoco, Moro, Ayoré et Pyeta Yovai. Le nom « Ayoreo » est plus commun en Bolivie, et Morotoco au Paraguay.
L’autre langue du zamucoan est le chamacoco (en) qui est une langue menacée de disparition.
Il en existe un dialecte dit tsiracua.